# Confédération syndicale des travailleurs de Colombie
La Confederación Sindical de Trabajadores de Colombia ((es) : Confédération syndicale des travailleurs de Colombie, CSTC) est une confédération syndicale fondée en 1964 par des militants communistes exclus de la Confédération des travailleurs de Colombie en 1960. Elle rassemblait ces militants ainsi que d'autres syndicats indépendants. En 1986, elle se rassemble avec d'autres organisations issues de l'Union des travailleurs de Colombie et de la Confédération des travailleurs de Colombie pour former la Centrale unitaire des travailleurs de Colombie (CUT).